# Malomir, Iambol
Malomir (în bulgară Маломир) este un sat în comuna Tundja, regiunea Iambol,  Bulgaria. 

## Demografie
Componența etnică a satului Malomir
     Bulgari (91,58%)
     Nicio identificare (3,29%)
     Romi (3,9%)
     Turci (0%)
     Altele (1,21%)
La recensământul din 2011, populația satului Malomir era de 820 locuitori. Din punct de vedere etnic, majoritatea locuitorilor (91,58%) erau bulgari, cu o minoritate de romi (3,9%). Pentru 3,29% din locuitori nu este cunoscută apartenența etnică.